# 埃斯庫迪拉波尼塔 (新墨西哥州)
埃斯庫迪拉波尼塔（英語：Escudilla Bonita）是位於美國新墨西哥州卡特倫縣的普查規定居民點。

## 人口
根據2020年美國人口普查的數據，埃斯庫迪拉波尼塔的面積為31.58平方千米，當中陸地面積為31.49平方千米，而水域面積為0.09平方千米。當地共有人口92人，而人口密度為每平方千米2.91人。